# Aspira Business Centre
Aspira Business Centre je moderní kancelářská budova stojící v pražských Nových Butovicích nedaleko stejnojmenné stanice metra. Investorem budovy byla společnost Livesport, která pro stavbu zvolila architektonický návrh Studia acht.

## Popis

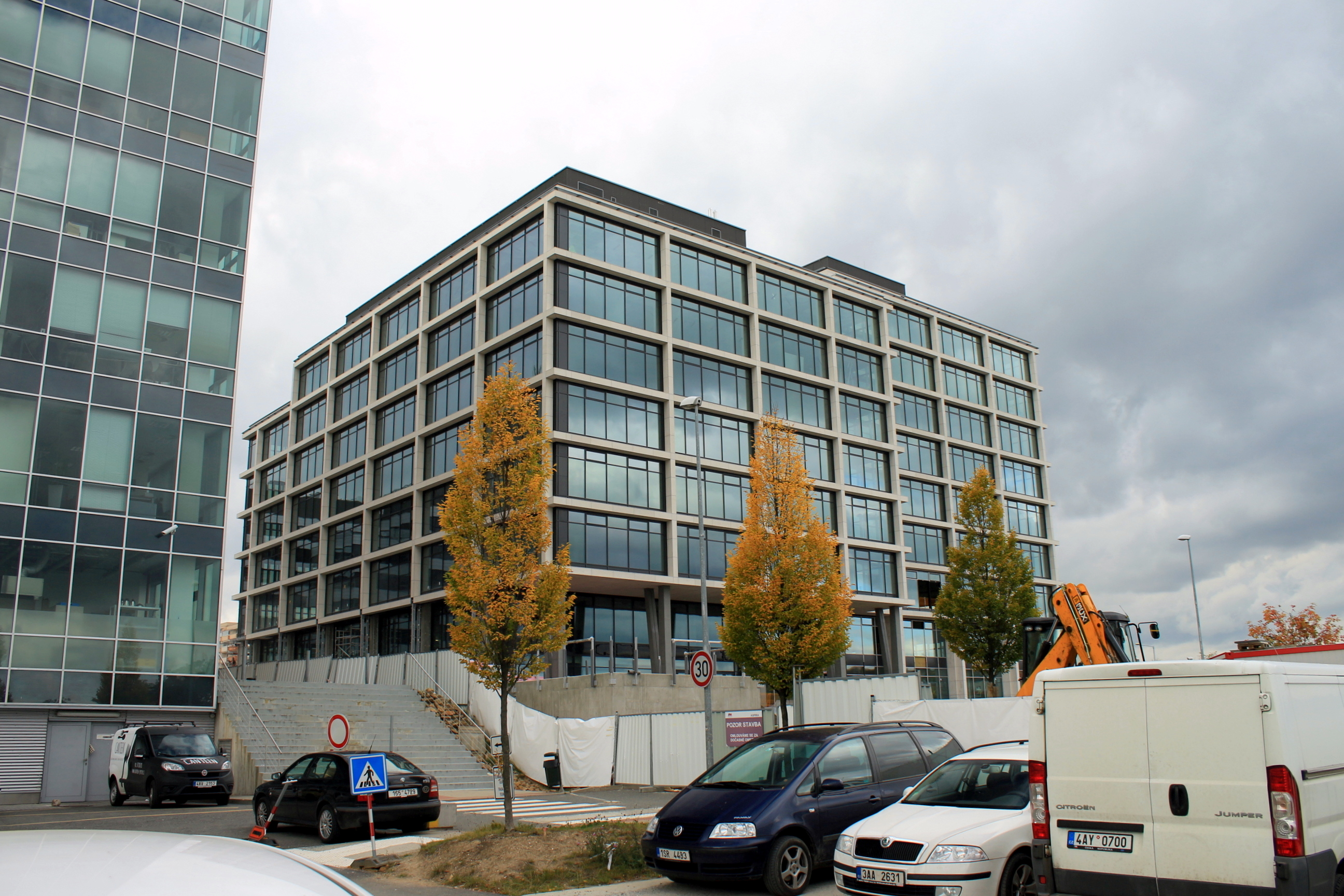
Aspira Business Centre

Aspira Business Centre má 10 nadzemních a 3 podzemní podlaží. Celková plocha kanceláří dosahuje 15 303 m² a kromě kancelářských prostor se v budově nachází také konferenční sál, restaurace s kavárnou a centrální recepce. Garáže poskytují 258 parkovacích míst, 7 dobíjecích stanic pro elektromobily a kolárnu se sprchami a šatnou.
Investor si už před zahájením stavby zažádal o dva certifikáty kvality LEED a BREEAM, které vyžadují šetrné zacházení s přírodou v průběhu výstavby i při provozu budovy. Aspira Business Centre obdržela certifikace LEED Gold a BREEAM Excellent díky svému systému chlazení a topení, používání LED světel a hospodárných baterií s nižším průtokem vody nebo díky retenční nádrži, která zavlažuje zeleň v okolí budovy a na jejích terasách a střeše.

## Historie

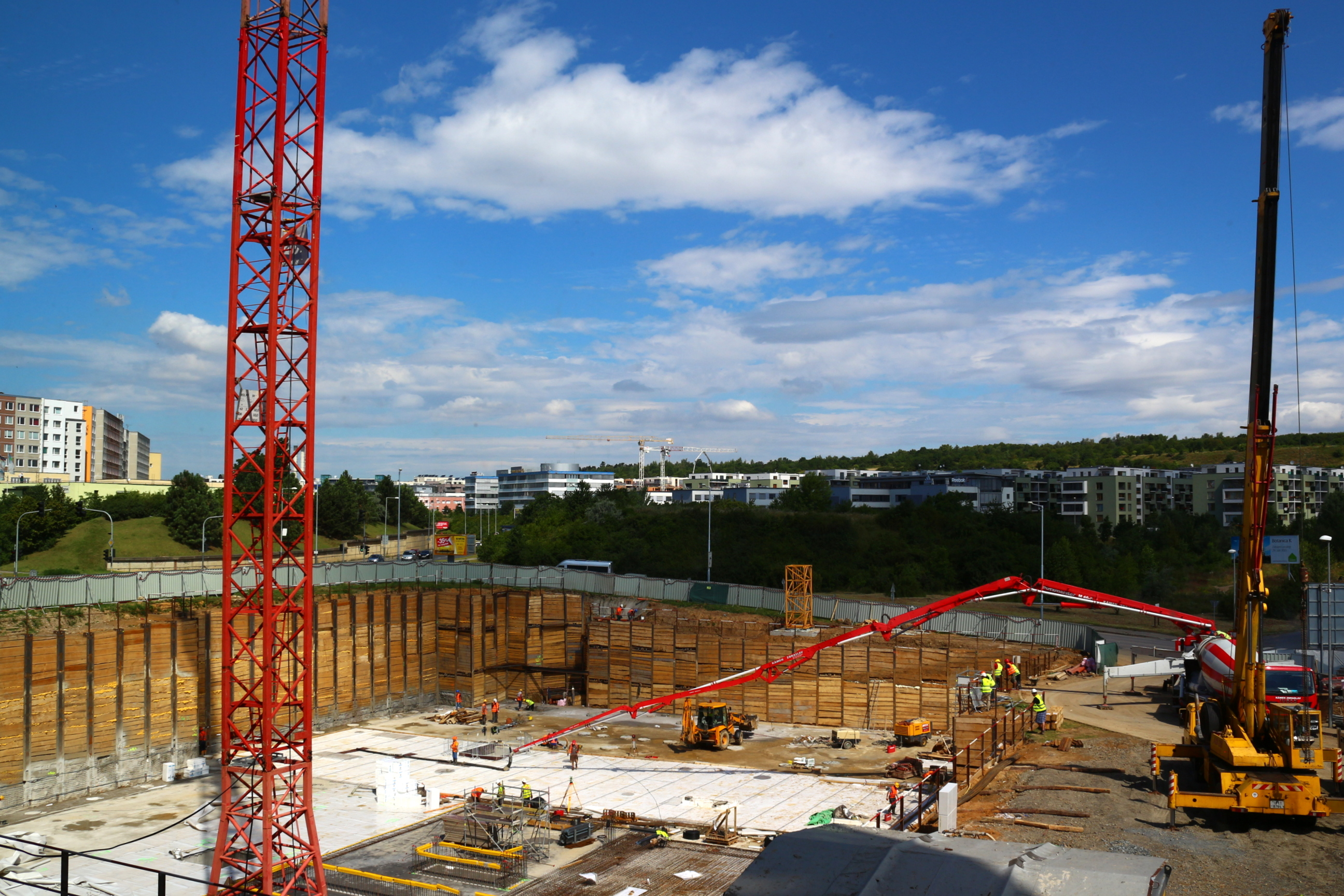
Počáteční fáze výstavby

Práce začaly v dubnu 2016 a 29. června 2016 byl položen základní kámen budovy. Stavební dozor měla na starosti společnost PM Group. Samotná výstavba probíhala systémem construction management, tzn. bez hlavního dodavatele, místo něhož investor úzce spolupracoval s řadou subdodavatelů. Kolaudace se uskutečnila 21. listopadu 2017.

## Okolní objekty
- Explora Business Center – Jupiter
- Office Park Nové Butovice
- Budova Metronom
- Metro Nové Butovice
- Czech Photo Centre
- Galerie Butovice